# Нове Смольково
Нове Смолько́во (рос. Новое Смольково, ерз. Новое Смольково) — присілок у складі Лямбірського району Мордовії, Росія. Входить до складу Саловського сільського поселення.

## Населення
Населення — 31 особа (2010; 29 у 2002).
Національний склад (станом на 2002 рік):
- росіяни — 83 %